# Terina crocea
Terina crocea är en fjärilsart som beskrevs av George Francis Hampson 1910. Terina crocea ingår i släktet Terina och familjen mätare. Inga underarter finns listade i Catalogue of Life.